# Djékanou
Djékanou est une localité du centre de la Côte d'Ivoire, et située dans le département de Toumodi, dans la Région des Lacs. La localité de Djékanou est un chef-lieu de commune.

## Commune
La commune de Djékanou est dirigée par Abdoulaye Diallo, ex-chargé de mission du président Houphouët-Boigny. Cette bourgade doit son développement à la personne de son maire qui a construit, sur fonds propres, toutes les infrastructures économiques (écoles, hôpital, logements, hôtel, etc.)

## Sports
La localité compte un club de football, l'AFAD Djékanou, qui évolue en championnat de Côte d'Ivoire de première division.